# Bitva o Karamé
Bitva o Karamé (arabsky:معركة الكرامة), (též Operace Peklo, anglicky: Operation Inferno, hebrejsky:מבצע תופת) bylo jednodenní vojenské střetnutí Izraelských obranných sil s Fatahem, vojenskou složkou OOP a jordánské armády o jordánské město Karamé. Boje proběhly 21. března 1968. Souběžně s operací Peklo probíhala operace Asuta (hebrej.:מבצע אסותא), při níž IOS útočila na jordánskou vesnici Safi, kterou také ovládaly jednotky OOP.
Izraelské jednotky se při útoku snažily zničit palestinské ozbrojené milice, které město Karamé ovládaly. K dalším cílům operace patřilo zničení palestinských základen v oblasti, zajetí vůdce OOP Jásira Arafata a v neposlední řadě i potrestání Jordánska za podporu, kterou poskytovalo palestinským útokům proti Izraeli. Do bojů se zapojily i jednotky jordánské armády. Výsledkem byla řada padlých a zraněných na všech stranách.
Vítězství si nárokovaly všechny strany. Izraeli se podařilo zničit palestinské tábory a zabít či zajmout řadu palestinských bojovníků. Zajmout Jásira Arafata se ale nepodařilo. Za své vítězství to, vzhledem k rychlému stažení izraelských jednotek považovali i Palestinci a v následujícím období se jim to podařilo i propagandisticky využít a získat výraznou podporu v arabských zemích. Ze stejných důvodů jako palestinské organizace se k vítězům řadilo i Jordánsko, které se tak v očích arabského světa stalo významným bojovníkem proti Izraeli. Ze strategického pohledu ale pro Jordánsko posílení palestinského vlivu znamenalo stupňování problémů s palestinskou ozbrojenou přítomností na jordánském území. To vedlo až ke zpochybňování jordánské autority na jordánském území ze strany palestinských organizací a vyústilo v palestinský pokus o svržení jordánské vládnoucí dynastie Hášimovců a následné vyhoštění Palestinců do Libanonu.

## Předehra
V druhé polovině 60. let se vystupňovaly útoky proti Izraeli ze strany palestinských ozbrojených milicí sídlících v Jordánsku. Tyto útoky byl přímo i nepřímo podporované jak jordánskou armádou, tak iráckým vojenským kontingentem umístěným v Jordánsku. Proto byla velká část izraelských vojenských jednotek vázána na izraelsko-jordánské hranici.
Krátce po skončení Šestidenní války dospělo vedení OOP k názoru, že nastala příznivá situace k dalšímu vystupňování útoků proti Izraeli. OOP se proto snažilo vyvolat na Západním břehu Jordánu, okupovaném Izraelem mezi palestinským obyvatelstvem nepokoje, které by za příznivých okolností mohly vést k otevřenému povstání proti Izraeli. Díky efektivní vojenské správě se Izraeli dařilo likvidovat palestinské oddíly, což nakonec vedlo ke stažení se OOP na východní břeh Jordánu. Odtud poté podnikalo OOP ozbrojené útoky proti izraelským jednotkám včetně dělostřeleckého ostřelování izraelských osad a farem na horním toku Jordánu. Z pozice Izraele se neudržitelnost situace vyhrotila 18. března 1968, kdy izraelský školní autobus najel na Palestinci nastraženou minu. Výsledkem byli dva mrtví dospělí a 28 zraněných dětí. To byl poslední impuls, který přesvědčil velení izraelské armády o nutnosti podniknout proti OOP útok. Ten schválila izraelská vláda v noci z 18. na 19. března 1968.
Přesto, že palestinské odbojové organizace sídlily v Jordánsku se souhlasem vlády, vztah mezi nimi a jordánskou státní správou nebyl ideální. Na palestinské minometné ostřelování izraelských osad odpovídala izraelská armáda dělostřeleckou palbou. To vedlo k tomu, že z Jordánského údolí uprchli jordánští farmáři a území ovládly palestinské ozbrojené oddíly. Své sídlo tady měla řada palestinských organizací včetně OOP a jejího vůdce Jásira Arafata. Jordánská vláda se sice snažila omezit palestinský vliv, což se jí ale plně nepodařilo.

## Plánování operace
Hlavním důvodem izraelského útoku byl incident, při kterém izraelský školní autobus najel na nastraženou minu. Výsledkem byli dva mrtví dospělí (učitel a lékař) a 28 zraněných dětí.
Izraelské velení od začátku předpokládalo, že jordánská armáda v případě izraelského útoku do bojů nezasáhne. Jordánská zpravodajská služba pečlivě monitorovala izraelské vojenské přesuny u hranic. Podařilo se jí identifikovat izraelskou 7. obrněnou brigádu, 60. obrněnou brigádu, 35. parabrigádu, 80. pěší brigádu a ženijní a dělostřelecké jednotky. Předpokládali, že Izrael chystá útok na Ammán a proto velení jordánské armády začalo do prostoru přesouvat své obrněné jednotky tvořené tanky Patton, dále dělostřelectvo a pěchotu.
Velením celé operace byl pověřen brig. gen. Šmuel Gonen (zároveň velel centrální skupině a skupině jižní), severní skupině velel plk. Rafael Ejtan, jordánské obraně velel gen. mjr. Mašrúr Hadítha, velitel 1. jordánské pěší divize. Izraelské jednotky rozdělené do čtyř skupin (tři útočily do prostoru obce Karamé, jedna proti obci Saffi jižně od Mrtvého moře. Největší z nich měla za úkol dostat se přes Jordán po Allenbyho mostě a zaútočit na Karamé z jihu, další skupina se ke Karamé měla dostat ze severu a odříznout palestinským jednotkám ústupové trasy. Výsadková skupina měla být vrtulníky vysazena přímo do města. Třetí skupina dostala za úkol přejít po mostě Krále Abdulláha a odříznout jordánské armádě přístup do prostoru bojů. Podle některých informací byli o útoku informováni palestinští bojovníci prostřednictvím egyptské zpravodajské služby, podle jiných se to dozvěděli od jordánských zpravodajců, kteří měli tyto informace údajně od CIA. Většina z 2000 palestinských bojovníků město opustila a uchýlila se do okolních kopců. V Karamé zůstalo pouze asi 200 palestinských bojovníků. přičemž civilní obyvatelstvo se v Karamé již nenacházelo. Karamé opustilo i vedení OOP včetně Arafata.

## Bitva

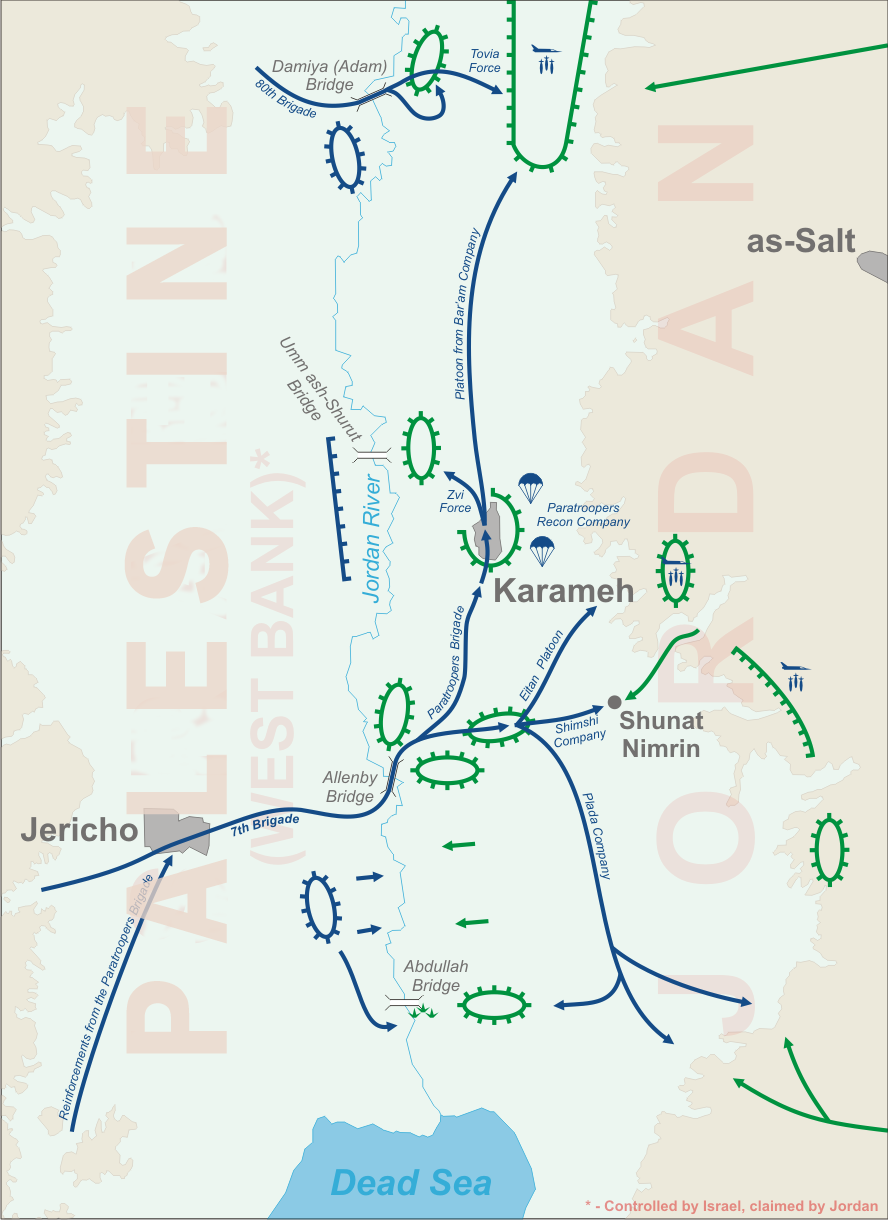
Průběh bojů

K zahájení útoku došlo 21. března v 5:30. IOS nasadily do útoku 15 tisíc vojáků včetně tanků, dělostřelectva a letectva, proti nim stálo 15 tisíc příslušníků jordánské armády a asi 300 Palestinců z Fatahu, ozbrojené složky OOP. Útočící jednotky doprovázeli i vyšetřovatelé Šin Bet a informátoři z řad zajatých palestinských bojovníků. Izraelci zaútočili současně na všechny tři mosty, Damianův most na severu, Allenbyho most uprostřed a Abdullahův most na jihu. Izraelští ženisté navíc začali budovat pontonový most. Zatímco pozemní jednotky 7. izraelské brigády postupovaly směrem na Šunat Nimreen, severně od Karamé v 6:30 vysadily vrtulníky izraelské výsadkáře. Vlivem husté mlhy se tak stalo s dvacetiminutovým zpožděním. Výsadkáři se proto setkali se silným odporem palestinských jednotek a jordánského dělostřelectva a zaznamenali ztráty.
Skupina izraelských výsadkářů postupující ke Karamé od jihu narazila na jordánskou pěchotu podporovanou dělostřelectvem. Těm se podařilo Izraelce zadržet a odrazit několik jejich útoků. Izraelské letectvo, které postup podporovalo, nedokázalo zakopaným Jordáncům způsobit vážnější škody. Od jihu se izraelským jednotkám vedeným výsadkáři na polopásových vozidlech ke Karamé podařilo proniknout až v 7:00. V 8:00 se izraelským výsadkářům podařilo Karamé obsadit. Obsazeny byly i palestinské výcvikové tábory, které svou velikostí Izraelce překvapily. Tábory byly následně výsadkáři ničeny.
Jordánské jednotky se stáhly do kopců a s využitím převýšeného postavení sváděla s izraelskými jednotkami těžké boje.
V prostoru mostu krále Abdulláha se izraelští ženisté pokoušeli postavit další pontonový most, v čemž jim ale zabránila jordánská dělostřelecká palba.
Po překročení Allenbyho mostu se 7. brigáda po dosažení Šuny rozdělila na tři směry: první skupina pokračovala směrem na sever, kde měla za úkol odříznout jordánským jednotkám přístup ke Karamé. Druhá skupina (pěchotní a tankový prapor) pokračovala východním směrem, aby zablokovala postup dalším jordánským jednotkám. Třetí skupina o síle jednoho praporu pěchoty zamířila na jih, aby pomohla izraelským jednotkám pokoušejícím se prolomit jordánskou obranu Abdullahova mostu.
Na severu se 80. izraelské brigádě podařilo překročit Damienův most (ženisté zároveň zde začali budovat pontonový most). Svůj úkol, totiž postupovat směrem na jih na Karamé nemohla splnit, neboť se dostala do bojů s 1. jordánskou pěší divizí. V prostoru se navíc pohybovaly i palestinské jednotky, které ustoupily od Karamé. Další palestinské jednotky včetně velení v čele s Jásirem Arafatem se stáhly na východ.
U Damiánova mostu se izraelská 80. pěší brigáda dostala do těžkých bojů s jordánskou 1. pěší divizí posílenou jordánským tankovým praporem. Od Abdulláhova mostu směrem na sever k Allenbyho mostu útočila část jordánských jednotek, ale tam se postavily izraelské jednotky na odpor a bitva skončila patem.
Izraelské jednotky postupující od Allenbyho mostu na východ se střetly s 60. jordánskou obrněnou brigádou postupující směrem na Karamé. v následných bojích Jordánci ztratili 8 tanků patton a následně se stáhli do hor, odkud proti Izraelcům vedli palbu. V následných dvou hodinách zahájili Izraelci proti jordánským pozicím na silnici Musrí – Karamé a poblíž Abdulláhova mostu rozsáhlou dělostřeleckou palbu. Ostřelováno bylo také Karamé, přičemž byl systematicky demolován výcvikový tábor palestinských jednotek.

## Operace Asuta
V době, kdy probíhala bitva o Karamé (operace Peklo) probíhal i útok proti palestinským partyzánským skupinám jižně od Mrtvého moře. Zde izraelské jednotky poblíž obce Safi zaútočily s leteckou podporou na pozice jordánské armády a jednotek palestinského Fatahu.

## Konec operací

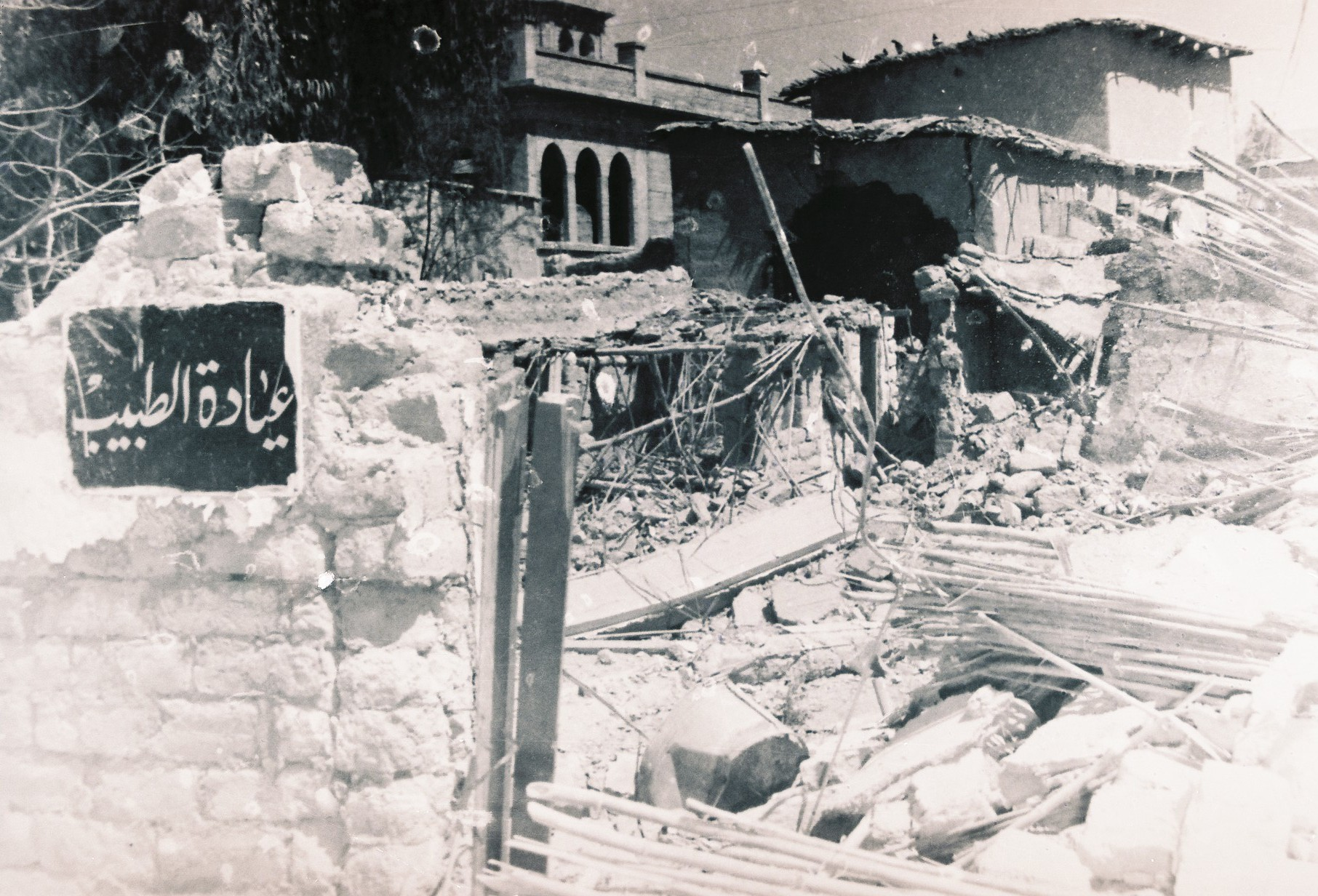
Ruiny Karamé po bitvě

V 11:00, pět a půl hodiny po zahájení útoku se izraelské jednotky začaly stahovat zpět na izraelské území. Stahování se protáhlo až do 20:40 z důvodu snahy evakuovat zpět na izraelské území veškerou bojovou techniku, což se úplně nepodařilo.

## Ztráty
Čísla ztrát se u jednotlivých zúčastněných stran liší.

### Izrael
Nikdy oficiálně počty ztrát nezveřejnil. Odhady padlých se pohybují mezi 28 až 33 (tři z nich se nepodařilo vyprostit a vrátit zpět do Izraele), počty zraněných mezi 69 až 161. Izrael ztratil 1 letadlo Dassault Ouragan (pilot se zachránil), poškozeno bylo 1 letadlo Mirage. Dále Izrael ztratil 6 obrněných vozů, poškozeno bylo 27 tanků (z nich 2 se nepodařilo dostat zpět do Izraele).

### Jordánsko
Nikdy počty padlých nezveřejnilo. Odhady se pohybují mezi 40 až 156 padlými a 108 až 250 zraněnými. 4 jordánští vojáci byli zajati, poškozeno či zničeno bylo 30 jordánských tanků.

### Palestinci

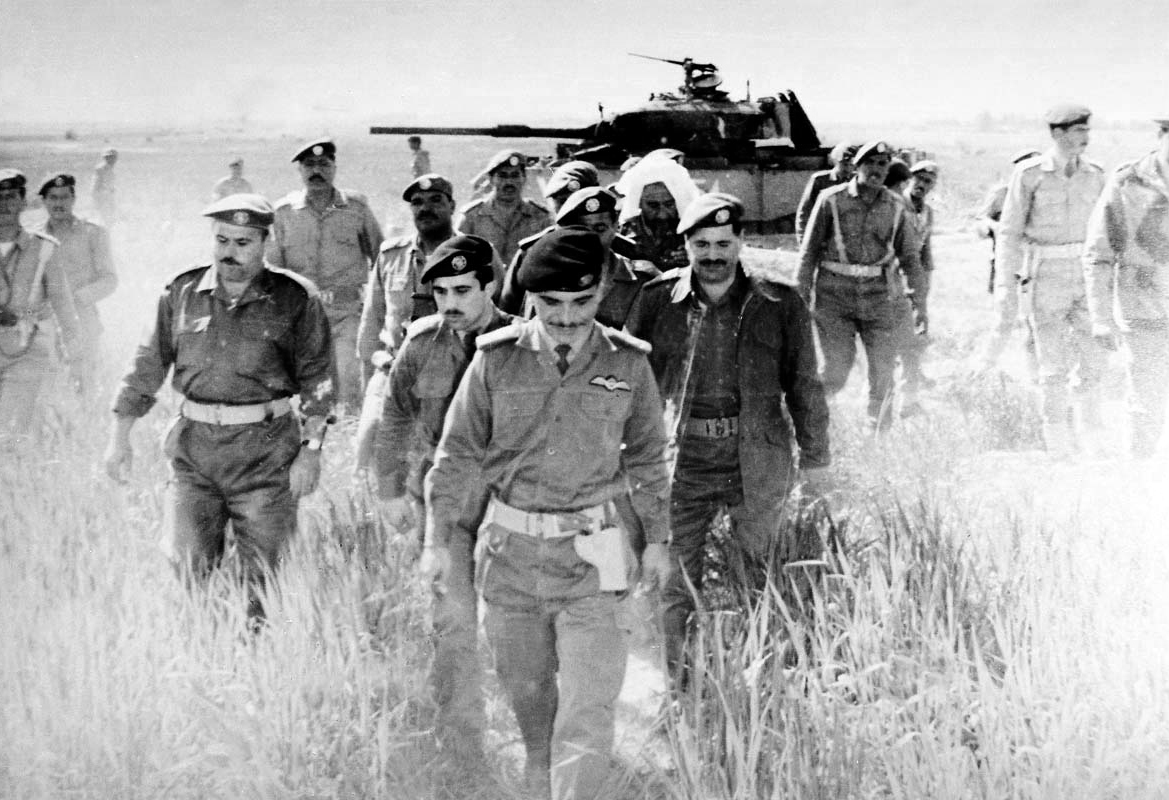
Jordánský král Husajn I. po prohlídce poškozeného izraelského tanku

Nikdy počty padlých nezveřejnili. Podle odhadů padlo 100 až 200 palestinských bojovníků, 100 jich bylo zraněno a kolem 150 zajato izraelskou armádou. Mimo to bylo dalších 20 Palestinců zabito během operace Asuta.

## Výsledek

### Izrael
Z taktického hlediska se jednalo o vítězství Izraele. Izraelská armáda dosáhla primárního cíle, totiž likvidace palestinského výcvikového tábora v Karamé. Díky nájezdu byly palestinské jednotky nuceny se stáhnout dále od řeky Jordán, čímž se ztížila jejich možnost přeshraničních útoků proti Izraeli. Naproti tomu se nepodařilo dosáhnout dalšího z cílů, likvidace či zajetí velitelů palestinského odboje včetně Jásira Arafata.
Na druhou stranu ale operace vyvolala na domácí scéně rozpaky či kritiku. Izraelskou veřejnost zaskočily především vysoké ztráty na životech izraelských vojáků. Kritiky se také dostalo neúměrné nasazení vojáků a techniky vzhledem k tomu, že se jednalo "jen" o odvetný nájezd. Operace postrádala moment překvapení, neboť jordánští zpravodajci zaznamenali izraelské přípravy na nájezd a jordánská armáda připravila hluboce členitou protitankovou obranu. Samotná operace trpěla špatnou koordinací jednotlivých útočících skupin a od začátku postrádala vysoké tempo pro takový útok nezbytné. Velení izraelské armády si uvědomilo, že zatímco proti pravidelné armádě dokáže IOS s úspěchem bojovat, proti nepravidelným jednotkám používajícím partyzánskou taktiku jsou větší vojenské jednotky málo účinné a nelze vyhrát pouze vojenskými prostředky.
Řada izraelských účastníků bitvy později kritizovala zejména podcenění jordánské armády ze strany velení IOS. V roce 2011 byly v Izraeli zveřejněny dokumenty, ze kterých vyplývalo, že IOS plánovalo nájezd už v roce 1967 a překročení řeky Jordán se nacvičovalo již v roce 1966.

### Jordánsko

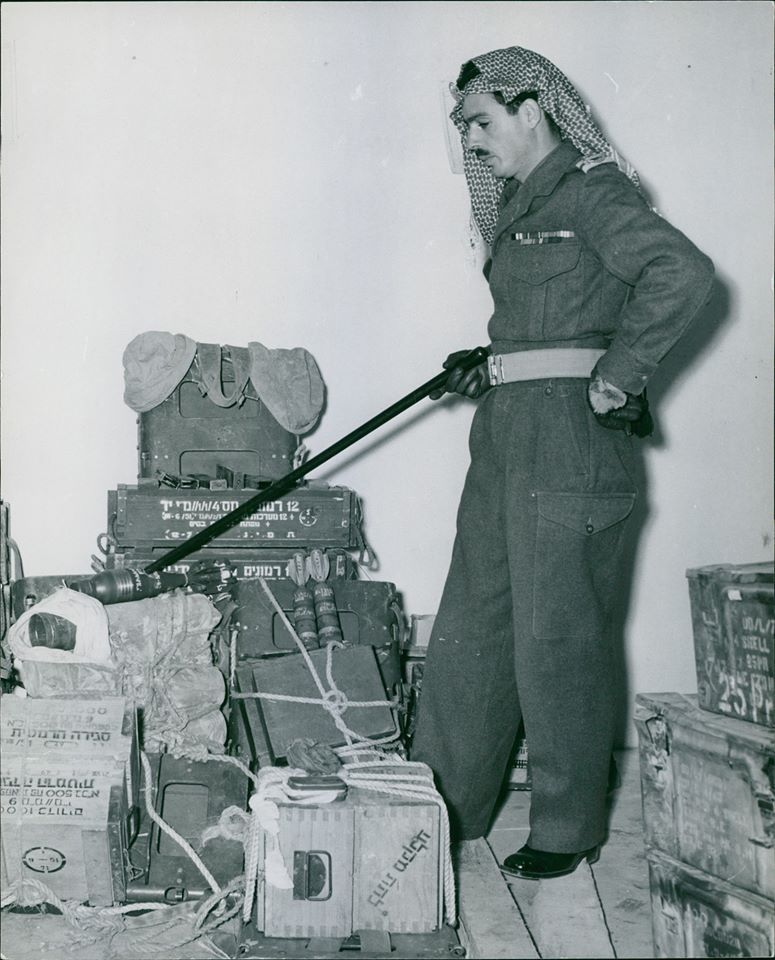
Jordánský voják předvádí ukořistěnou izraelskou výzbroj a výstroj

Za vítěze se prohlásilo i Jordánsko. Jordánské armádě se totiž podařilo zabránit Izraeli v obsazení části jordánského území, kterou chtěl, dle jordánského tvrzení, posléze používat jako jakousi bezpečnostní zónu. Neuspěl ani izraelský pokus potrestat Jordánsko za podporu palestinského hnutí odporu.
Z dlouhodobějšího hlediska si jordánský král Husajn i velení jordánské armády začalo stále více uvědomovat, že narůstající sebevědomí Palestinců bude přinášet Jordánsku další problémy, což nakonec vyústilo až do událostí známých jako Černé září. Pozdější palestinské líčení bojů, kdy jordánská armáda byla Palestinci obviňována, že se bojů neúčastnila, posílilo v řadách jordánské armády narůstající averzi proti přítomnosti OOP a Fatahu v Jordánsku.

### OOP
Palestinské hnutí odporu vnímalo výsledek jako psychologické vítězství nad IOS. Bitvu samotnou navíc Palestinci využili i propagandisticky, samotné boje byly palestinskými zdroji líčeny jako boj mezi Palestinci a Izraelem, úloha jordánské armády byla marginalizována, ačkoliv v místech, kde se palestinské oddíly nemohly opřít o jordánskou armádu se jejich pozice rychle zhroutily. Palestinská věc se dostala na stránky světového tisku a natrvalo zařadila palestinský problém do celosvětového povědomí. V arabském světě se OOP podařilo získat významnou podporu včetně financí či výcviku. Obrovský byl i zájem o vstup do palestinských milicí. Po rozsáhlém náboru vzrostl počet palestinských bojovníků (fidájínů) v Jordánsku do konce března téhož roku na 20 tisíc mužů. Vzrostlo i sebevědomí palestinského hnutí odporu po pokořující porážce arabských zemí v Šestidenní válce v roce 1967. Vůdci v čele s Arafatem dospěli k názoru, že mohou na mezinárodní scéně vystupovat jako samostatný subjekt a nebýt tolik závislí na politické podpoře arabských států.

## Mezinárodní reakce
Spojené státy americké ústy svého velvyslance v OSN Arthura Goldberga vyjádřili znepokojení nad nepřiměřenou reakcí Izraele na násilné činy Palestinců. Rada bezpečnosti OSN v rezoluci č. 248 izraelský nájezd odsoudila a zároveň připomněla rezoluci č. 237, která vyzývala Izrael k ochraně civilistů v bojových zónách.